# Hotel
 For alternative betydninger, se Hotel (flertydig). (Se også artikler, som begynder med Hotel)
Et Hotel (fra det franske: hôtel, gl. fransk: hostel fra det latinske: hospitale gæstfri eller gæsteværelse) var i de franske byer – først og fremmest i Paris – en bolig for landadelelen. De blev også kaldt adelshoteller i fordums tid.
Hotel i nutidig i dag mere forbundet med begreber som herberg, beværtning og gæstgiveri. Det er en virksomhed eller forretningsforetagende inden for turismen, hvor gæster mod betaling kan overnatte i et værelse i en eller flere nætter og evt. købe andre ydelser og tjenester som f.eks. morgenmad, skopudsning, tøjrensning mv.

## Ydelser
Den grundlæggende ydelse i et hotel er et værelse med en seng. Hertil kommer bord, stol, vaskekumme og mange andre tillægsydelser som f.eks. separat bad og toilet, elektronisk udstyr som telefon, radio, TV, Internet-adgang mv. Føde- og drikkevarer kan også tilkøbes i form af en "mini-bar" (lille køleskab).

## Kendte hoteller
- Radisson SAS Royal Hotel, København
- Hotel d'Angleterre, København
- Scandic Palace Hotel, København
- Carlton Hotel, Cannes
- MGM Grand Las Vegas, Las Vegas (verdens næststørste hotel)
- Ritz Hotel, London
- Hotel Ritz, Paris
- Hotel Sacher, Wien
- Savoy Hotel, London
- Waldorf-Astoria Hotel, New York City
- Burj al-Arab, Dubai
- Copacabana Palace, Rio de Janeiro
- Reid's Palace, Funchal, Madeira
- Raffles Hotel, Singapore

## Andre typer
Hotellets forgænger  er kroen, der går langt tilbage i tiden, hvor man "agede med stude". Siden kom jernbanen til og gav anledning til jernbanehoteller landet over. Missionshoteller så også dagens lys, og her blev spiritus erstattet af en bibel i natskuffen.
Bilister kræver at kunne køre direkte til hoteldøren og gerne værelset Det krav skabte begrebet motel (sammenkrivning af motor og hotel). Med den tiltagende masseturisme blev bade- og feriehoteller skabt. Mange hotelgæster ser gerne, at hotelværelser ligner hinanden, overalt i verden. Derfor blev hotelkæder en skabt.
Et konferencehotel har store lokaler, hvor der kan holdes møder for hundreder. 
I de senere har "kunsthoteller" set dagens lys hvor hvert rum typisk er individuelt designet af en kunstner. Eksempler er Hotel Fox i København og Propeller Island City Lodge i Berlin, der er designet af kunstneren Lars Stroschen. Det indeholder f.eks. et værelse helt i orange, et andet hvor alle væggene er beklædt med spejle, samt et rum "på hovedet".